# Fria Moderata Studentförbundet
Fria Moderata Studentförbundet (FMSF), grundat 1942, är ett förbund som samlar liberala och konservativa studentföreningar vid Sveriges universitet och högskolor.
Förbundet är partipolitiskt obundet men har historiskt stått Moderata samlingspartiet nära. Verksamheten finansieras till största del genom det organisationsbidrag på drygt 1,5 miljoner kronor som förbundet mottar från Myndigheten för ungdoms- och civilsamhällesfrågor.
Förbundsordförande sedan i maj 2024 är Daniel Åkerman.

## Historia
Förbundet bildades 1942 på initiativ av Föreningen Heimdal tillsammans med Studentföreningen Ateneum (dåvarande Konservativa studentföreningen), FMS Stockholm och FMS Göteborg, och är därmed Sveriges äldsta studentförbund. Fram till 1969 hette förbundet Sveriges Konservativa Studentförbund, men bytte till nuvarande namn 1969, några månader innan Högerpartiet blev Moderata samlingspartiet. Under ett par år i mitten av 1990-talet hette förbundet Fria Högerstudenters Förbund.

## Organisation
Formellt består FMSF av de olika föreningar som finns vid universitet och högskolor runt om i landet. De största föreningarna är idag Studentföreningen Ateneum (Lund) och Geijerska Studenteföreningen (Uppsala). Ordföranderådet, som utgörs av föreningarnas respektive ordförande, är formellt FMSF:s styrelse, medan presidiet, förbundsordföranden och fyra vice ordförande, utgör verkställande organ.
Förbundet har grundat och är anslutet till flera internationella organisationer: Nordens Konservativa Studentunion (NKSU), Centre-Right European Association of Students (CREAS), European Democrat Students (EDS) och International Young Democrat Union (IYDU).

## Politik
FMSF betonar det akademiska livet med diskussion, tradition och muntration framför opinionsbildning. Enligt den egna beskrivningen är förbundet en organisation där "argumenten är viktigare än åsikterna", "debatten är viktigare än besluten" och "det ideologiska utbytet är viktigare än det strategiska".
Politiskt har FMSF varit relativt liberalt med konservativa inslag. Det finns en tendens – inte minst på representantskapen, som fram till 2006 alltid hölls på Gimo herrgård – att debattera frågor som narkotikalegalisering, fri invandring, avskaffandet av Public Service och monarkins vara eller inte vara.
Inför riksdagsvalet 2002 drev FMSF en kontroversiell kampanj på temat "Kejsaren är naken", vars teckningar på Göran Persson skapade en del rabalder i pressen. Inte alla förstod referensen till H.C. Andersens annars klassiska saga. Även 2013 skapade FMSF rubriker med sin uppmärksammade kampanj Amalthealinjen, då de under fackförbundet Kommunals strejk satte in ersättningsbussar mellan Karolinska Universitetssjukhuset och Södersjukhuset.

## Medlemsföreningar
| Namn                                       | Ort          | Bildad |
| ------------------------------------------ | ------------ | ------ |
| FMS-Malmö                                  | Malmö        |        |
| Studentföreningen Ateneum                  | Lund         | 1934   |
| Högerns Studentförening i Halmstad         | Halmstad     |        |
| FMS-Kalmar                                 | Kalmar       |        |
| FMS-Växjö                                  | Växjö        | 1967   |
| FMS-Valhall                                | Jönköping    |        |
| Fria Moderata Studentföreningen i Göteborg | Göteborg     |        |
| Fria Moderata Chalmerister (FMC)           | Göteborg     |        |
| Linköpings FMS                             | Linköping    |        |
| Engelbrekt                                 | Örebro       |        |
| FMS-Karlstad                               | Karlstad     |        |
| FMS Freja                                  | Västerås     | 1997   |
| FMS-Stockholm                              | Stockholm    | 1935   |
| Högerteknologerna                          | Stockholm    | 1947   |
| Högerjuristerna                            | Stockholm    | 1971   |
| Handelshögern                              | Stockholm    | 1973   |
| FMS Försvarshögskolan                      | Stockholm    | 2018   |
| Carolus Dexter                             | Solna kommun |        |
| Geijerska Studentföreningen/FMS-Uppsala    | Uppsala      | 1999   |
| FMS-Umeå                                   | Umeå         |        |
| Studentföreningen Aurorum                  | Luleå        |        |

## Ordförande
- maj 1942: Th. Åke Leissner
- höst 1944: Erik Anners
- höst 1948: Gösta Rönn
- april 1950: Olof Bergman
- vår 1952: Sven Johansson
- höst 1953: John Magnus Lindberg
- vår 1955: Leif Carlsson
- vår 1957: Håkan Winberg
- december 1958: Håkan Winberg
- vår 1959: Carl-Henrik Winqwist
- våren 1962: Bertil Persson
- senvår 1964: Ola Gummesson
- vår 1965: Peder Olin
- höst 1966: Ulf Adelsohn
- höst 1968: Anders Wijkman
- vår 1970: Per-Magnus Emilsson
- höst 1972: Carl Cederschiöld
- höst 1973: Carl Bildt
- höst 1974: Mats Svegfors
- vår 1975: Per Ledin
- höst 1977: Mats Gezelius
- höst 1978: Elisabeth Langby
- höst 1980: Per Heister
- höst 1981: Bo Eriksson
- höst 1983: Emil Uddhammar
- höst 1985: Göran Thorstenson
- höst 1987: Michael Lundholm
- höst 1988: Magnus Nilsson
- höst 1990: Cecilia Brinck
- höst 1992: Carl-Fredrik Jaensson
- höst 1994: Jonas Nilsson
- höst 1996: Anders Hall
- höst 1998: Bengt Ludvigsson
- höst 2000: Tobias Sjö
- höst 2002: Peter O. Sellgren
- höst 2004: Jens Eriksson
- höst 2006: Ulrik Franke
- höst 2008: Petrus Boström
- höst 2010: Gustaf Dymov
- höst 2012: Victoria Nilsson
- vår 2014: Alexandra Ivanov
- vår 2016: Hugo Selling
- vår 2018: Catarina Kärkkäinen, gift Starfelt
- vår 2020: John Norell
- vår 2022: Linnea Dubois
- vår 2024: Daniel Åkerman